# 克内夫山
克内夫山（Kneiff）是阿登地区的一座山丘，位于卢森堡北部市镇特鲁瓦维耶日，靠近与卢森堡比利时和德国的三国点。海拔560米，是该国的最高点。它比布格普拉茨山 高1米，而布格普拉茨山通常被错误地认为是卢森堡的最高点。 